# جون فورست كيلي
جون فورست كيلي (بالإنجليزية: John Forrest Kelly)‏ هو مهندس ومخترِع أمريكي، ولد في 28 مارس 1859 في Carrick-on-Suir ‏ في جمهورية أيرلندا، وتوفي في 15 أكتوبر 1922 في بيتسفيلد في الولايات المتحدة.